# Washington State Route 339
Die Washington State Route 339 (SR 339) ist eine 15,8 km lange, als Highway klassifizierte Wasserstraße im US-Bundesstaat Washington, der Vashon Island mit dem Zentrum von Seattle verbindet. Dieser Highway ist vom Gesetz des Bundesstaates Washington als Strecke zwischen den Fährterminals in Seattle und Vashon Island definiert und wird nur als Personenfährverbindung betrieben, wobei bis zu zehn Fahrräder mitgenommen werden können. Die Strecke wird bedient durch das System der Washington State Ferries.

## Streckenbeschreibung

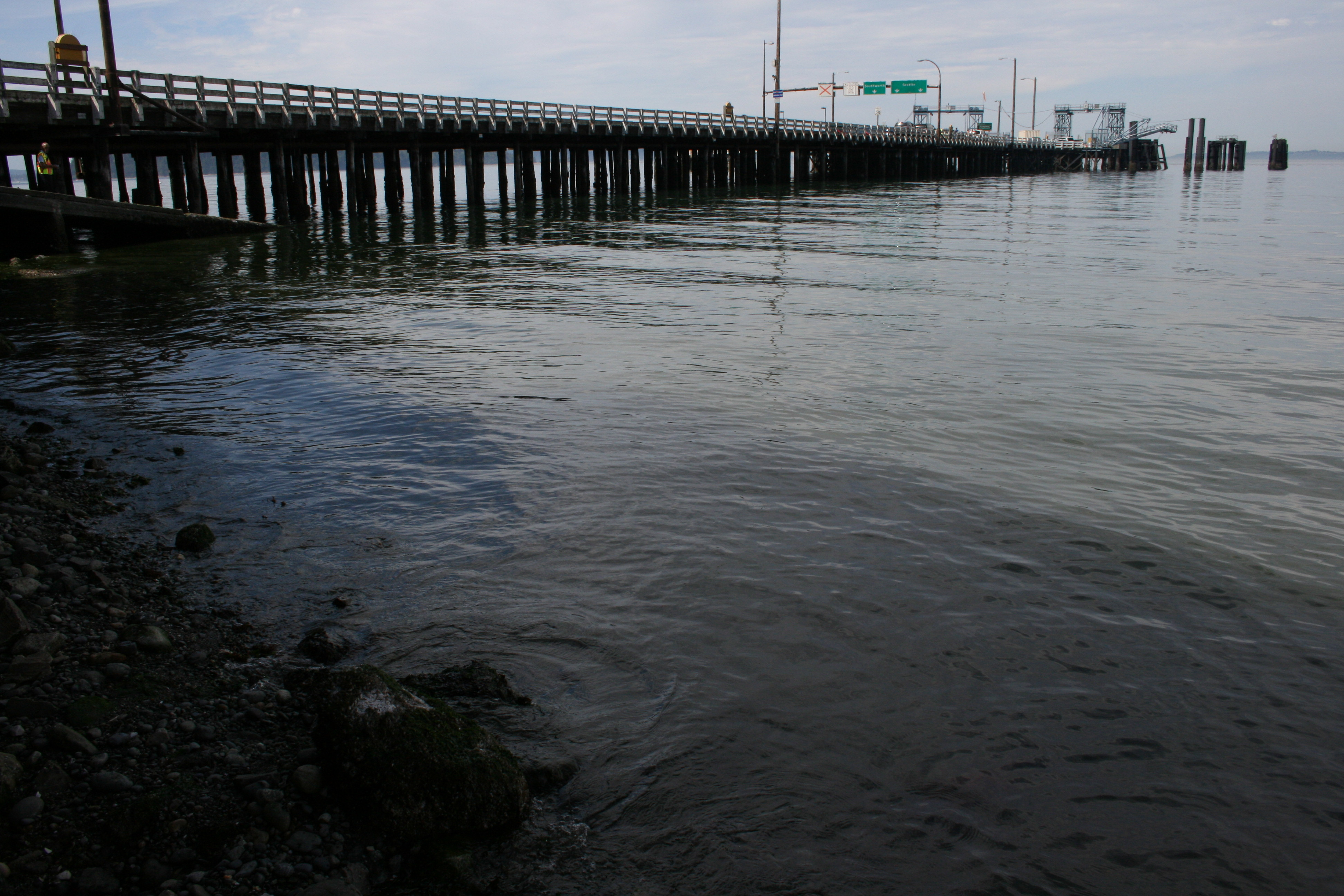
Vashon Heights

Der komplette Verlauf der State Route 339 liegt im Puget Sound und innerhalb des King Countys. Er wird durch das Motorschiff Kalama bedient. Die nur für Personen bestimmte Fähre verlässt das Fährterminal von Vashon Heights auf Vashon Island in nördlicher Richtung. Die Route führt an Blake Island vorbei, bevor der Kurs sich mehr nach Osten ausrichtet und Alki Point passiert. Nach einer etwa 35 Minuten dauernden Überfahrt macht das Schiff am Pier 50 fest, südlich des Coleman Docks, wo der Rest der WSF-Fährschiffe seine Liegeplätze hat.
Die Kalama verkehrt mit einer Geschwindigkeit von maximal 25 Knoten (46,3 km/h). Das Schiff hat eine Kapazität von 250 Fahrgästen, eine Länge von 34,2 m und eine Breite von 7,6 m. Sie wird durch vier Dieselaggregate mit einer Gesamtstärke von 2840 PS angetrieben. Der Tiefgang beträgt knapp 2,5 m. Die Fähre verkehrt von Montag bis Freitag dreimal täglich in jede Richtung, am Wochenende ruht der Verkehr.

## Betrieb
Fährverbindungen von und nach Vashon Island existieren seit vielen Jahrzehnten, die Regierung des Bundesstaates übernahm den Betrieb am 1. Juni 1951. Das Fährschiff Kalama wurde 1989 gebaut und 1994 wurde die Strecke als State Route definiert.
Die durchschnittliche tägliche Fahrgastzahl betrug 827 Personen im Jahre 2003. 1999, als die Verbindung auch samstags betrieben wurde, lag die tägliche Fahrgastzahl bei 1015 Personen.
Washington State Ferries betreibt und unterhält die Kalama noch bis zum Juli 2009, wenn die Verantwortung für den Betrieb durch das King County übernommen wird. Schon jetzt wird die Verbindung nicht mehr mit bundesstaatlichen Mitteln unterstützt.